# ورلووها
ورلووها (به لاتین: Veralevuha) یک منطقهٔ مسکونی در جزایر سلیمان است که در گوادال‌کانال واقع شده‌است.